# Maciste nell'inferno di Gengis Khan
Maciste nell'inferno di Gengis Khan è un film peplum del 1964 diretto da Domenico Paolella.

## Trama
Maciste ritorna finalmente nella sua terra per riposarsi dopo le mille avventure vissute, ma appena giunto scopre che la sua fidanzata Arminia è stata rapita dai Mongoli. Maciste parte per cercarla, e durante la sua ricerca scopre che Arminia non è una fanciulla di origine popolane come egli credeva, bensì una principessa erede al trono della Polonia. Il re Vladimiro di Polonia persuade Maciste a rinunciare all'amore di Arminia ma gli chiede ugualmente di salvarla. Maciste parte in compagnia di una misteriosa donna di nome Arias, sospettata di stregoneria, raggiunge e si intrufola nella reggia di Gengis Khan. Kubilai, capo mongolo, tende a Maciste molte imboscate per cercare di ucciderlo; in una di queste perde la vita Arias. Alla fine con l'arrivo di Vladimiro e la vittoria in una grande battaglia i mongoli vengono sconfitti e la principessa viene salvata, ora Maciste però dovrebbe rinunciare al suo amore per lei, ma è lei che rinuncia, generosamente, al trono per coronare il suo sogno d'amore con lui.